# Définition d'élément de donnée
Pour les articles homonymes, voir Définition et Élément.
Dans les métadonnées, la définition d'un élément de donnée est une expression ou une phrase lisible par un être humain, associée à un élément dans un dictionnaire de données qui décrit la signification ou la sémantique d'un élément.
Les définitions des éléments sont critiques pour les utilisateurs de tout système de gestion de données. De bonnes définitions peuvent faciliter considérablement le processus de cartographie d'un ensemble de données vers un autre ensemble de données.  C'est une caractéristique essentielle de l'informatique distribuée et d'un agent de développement intelligent.
Il est nécessaire de suivre des lignes directrices lorsque l'on souhaite créer des définitions d'éléments de haute qualité.
Une bonne définition est :
1. Précise - La définition doit utiliser des mots qui ont une signification précise. Il faut essayer d'éviter des mots qui ont de multiples significations ou sens.
2. Distincte - La définition doit différencier un élément d'un autre élément. Ce processus est appelé enlèvement des ambiguïtés.

La définition d'un élément est une propriété nécessaire lorsqu'on ajoute cet élément à un registre de métadonnées.
Les définitions ne doivent pas se référer à des termes ou des concepts qui pourraient être mal interprétés par d'autres personnes ou qui ont des significations différentes selon le contexte de la situation. Les définitions ne doivent pas contenir des acronymes qui ne sont pas clairement définis ou liés à d'autres définitions précises
Si l'on crée un grand nombre d'éléments, toutes les définitions doivent être cohérentes avec les concepts utilisés.
Les normes telles que la spécification de registre de métadonnées ISO/CEI 11179 donne les lignes directrices pour créer des définitions d'éléments précises.

## Utiliser des mots précis
Un mot courant comme pièce a souvent de nombreuses significations. Par exemple, la base de données de TV5 documente 19 significations différentes du mot "pièce", tandis que l'expression pièce de théâtre n'a qu'une signification. Il est préférable de donner la définition la plus précise dans un dictionnaire donné. Cela  minimise les risques de mauvaise interprétation relatifs au contexte d'un lecteur et à l'historique. Le processus qui consiste à trouver une bonne signification d'un mot est appelé éclaircissement du sens d'un mot.
L'emploi de mots anglais dans un contexte purement français, sans traduction, comme run, peut entraîner de mauvaises interprétations de la part des utilisateurs.

## Exemples de définitions perfectibles
(à traduire)
Voici la définition de l'élément "person" selon la spécification www.w3c.org Friend of a Friend *:
```
  Person: A person.
```

Although most people do have an intuitive understanding of what a person is, the definition has much room for improvement.  Note that this definition really does not help most readers and needs to be clairified.
Here is the definition of the "Person" Data Element in the Global Justice XML Data Model 3.0 *:
```
  Person : Describes inherent and frequently associated characteristics of a person.
```

Note that once again the definition is circular.  Person should not reference itself.  The definition should use terms other than person to describe what a person is.
Here is a more precise but shorter definition of a person:
```
  Person : An individual human being.
```

Note that it uses the word individual to state that this is an instance of a class of things called human being.  Technically you might use "homo sapiens" in your definition, but more people are familiar with the term "human being" than "homo sapiens," so commonly used terms, if they are still precise, are always preferred.
Alldhow the term is also used in the case of some specific fictional alien beings so the following is more correct.
```
  Person: An individual of a sentient species.
```

Synonyms of "sentient" could be "thinking" or "self-conscious".